# اکونوفیزیک
اکونو  یا فیزیک‌اقتصاد یکی از شاخه‌های رشته‌ی فیزیک می‌باشد که به بررسی اقتصاد با نگرش و روش‌های فیزیکی می‌پردازد. منظور از روش‌های فیزیکی، اندازه گیری، مدل‌سازی و تحلیل نظری مقادیر اندازه گیری شده و مدل ها است.
دسته‌ی دیگری از فعالیت‌های موسوم به اکونوفیزیک، تحقیقات و نظریات فیزیک را به کار می‌برد تا راه حل‌هایی برای مشکلات اقتصادی ارائه دهد. از نظریاتی که مورد استفاده قرار گرفته می‌توان به نظریه آشوب و فرایندهای تصادفی و آماری نام برد.
خاستگاه این رشته به دورهٔ دانشمندان علوم اجتماعی همچون دانیل برنولی و جوسایا ویلارد گیبس بازمی‌گردد.
فیزیک‌اقتصاددانان از دو دانش احتمال و آمار در کارهای خود بهره می‌برند و از مدل‌های فیزیکی همچون نظریه آشوب یا نظریه اختلال که از پایه‌های این رشته هستند استفاده می‌کنند.